# رينالدو أزامبوجا
رينالدو أزامبوجا (من مواليد 13 مايو 1963) هو سياسي زراعي برازيلي، ينتمي إلى حزب الديمقراطية الاجتماعية البرازيلي ، وهو الحاكم الحالي لماتو غروسو دو سول منذ عام 2015، وهو المنصب الذي سيشغله حتى 1 يناير 2023.
في انتخابات ماتو جروسو دو سول في عام 2014، ترشح لمنصب الحاكم. وحل أزامبوجا في المركز الثاني في الجولة الأولى وفاز في الجولة الثانية بالانتخابات على المرشح ديليديو أمارال.